# Liste de jeux auxquels Bouddha n'aurait pas joué
La liste des jeux bouddhistes est une liste de jeux à propos desquels Gautama Bouddha a déclaré ne pas vouloir y jouer (et auxquels ses disciples ne devaient pas jouer non plus[réf. souhaitée]), car il pensait qu'ils étaient une « cause de négligence ». Cette liste date des VIe et Ve siècles av. J.-C. et elle est la plus ancienne version connue de la liste de jeux. On la trouve tout d'abord dans le Brahmajāla Sutta, premier sutra du Silakkhandha Vagga (section qui est elle-même la première du Dîgha Nikaya.
Il y a débat à propos de la traduction de certains des jeux mentionnés, et la liste donnée ci-après est basée sur la traduction du Brahmajāla Sutta effectuée par T. W. Rhys Davids, et elle est présentée dans le même ordre que l'original. La liste est reproduite dans un certain nombre d'autres textes bouddhiques anciens, y compris le Vinaya Pitaka,.

## Cadre
Dans les deux premières du Brahmajāla Sutta, qui portent sur la vertu, le Bouddha explique que certains le louent parce qu'il observe les préceptes moraux (Śīla), ce qui — selon sa propre remarque — revient simplement à s'abstenir de commettre des actes répréhensibles. Suivent alors différentes listes de telles actions, parmi lesquelles se trouvent les jeux. Elles sont réunies dans une partie intitulée Shila Vagga (« Section contenant les shila [vertus] »), elle-même divisée en trois parties — courte (Cūḷasīla), moyenne (Majjhimasīla) et longue (Mahāsīla). La liste des jeux se trouve dans la partie moyenne,, et c'est là que le Bouddha déclare : « Alors que certains honorables reclus et brahmanes, tout en vivant de la nourriture offerte par les fidèles, se livrent aux jeux suivants qui sont une base de négligence ([suit la liste des jeux]), le reclus Gotama s'abstient de tels jeux et délassements. »
Cette partie Shila Vagga se retrouve dans plusieurs des sûtras de la section  

## Liste des jeux
Ces jeux, au nombre de dix-sept, sont les suivants.
1. Les jeux de plateau avec 8 ou 10 lignes. Cela ferait référence respectivement aux jeux ashtapada et dasapada, mais plus tard, des commentaires en cinghalais font allusion à ces jeux comme était ceux joués avec des dés[2].
2. Les mêmes jeux joués sur des plateaux imaginaires. Akasam astapadam était une variation d'ashtapada jouée sans plateau de jeu, littéralement « astapadam, joué dans le ciel ». Selon un correspondant de l'American Chess Bulletin, il s'agit là probablement la première mention littéraire d'une variante d'une partie d'échecs à l'aveugle[7].
3. Les jeux avec un marquage au sol, où le joueur ne peut marcher que sur certains endroits. Dans un description que l'on trouve dans le Vinaya Pitaka, on peut lire : « « ayant dessiné un cercle avec différentes lignes sur le sol, ils jouent en évitant la ligne à éviter » ». Rhys Davids pense qu'il pourrait s'agir de parihāra-patham, une forme de marelle.:
4. Les jeux où les joueurs retirent des pièces d'une pile ou en ajoutent, le perdant étant celui qui provoque l'écroulement de la pile (similaire au jeu du mikado).
5. Les jeux de lancer de dés.
6. Tremper la main, doigts tendus, dans de la laque, de la teinture rouge ou de l'eau de farine, et frapper la main mouillée sur le sol ou sur un mur, en criant « Qu'est-ce que ce sera ? » et en montrant la forme imposée : des éléphants, des chevaux, etc.
7. Les jeux de balle.
8. Souffler à travers un pat-kulal, un tuyau faite de feuilles.
9. Labourer avec une charrue-jouet.
10. Jouer avec des moulins à vent fabriqués à partir de feuilles de palmier.
11. Jouer avec un outil de mesures fait à partir de feuilles de palmier.
12. Jouer avec des jouets en forme de charrettes.
13. Jouer avec des jouets en forme d'arcs.
14. Deviner les lettres tracées avec le doigt en l'air ou sur le dos d'un ami.
15. Deviner les pensées d'un ami.
16. Imiter des difformités.
17. Jouer avec les oreilles, les yeux ou le nez de quelqu'un.

Bien que le jeu d'échecs n'ait pas été inventé au moment où la liste a été établie, il se peut que des jeux semblables aux échecs, tels que le chaturaji (en) existaient. H. J. R. Murray se réfère à la traduction de 1899 faite par Rhys Davids, notant que le jeu de société présentant une grille de 8×8 est probablement ashtapada (mot qui signifie « huit pas, ou huit pieds ») tandis que le jeu de 10×10 est dasapada (« dix pas, ou dix pieds »). Il affirme que les deux sont des jeux de course.

## Occurrences dans le Canon Pali
La liste complète est répétée plusieurs fois dans le Digha Nikaya, dans onze[réf. nécessaire] des treize sûtras de la première section, intitulée Silakkhandha Vagga (« Section Intermédiaire sur la Discipline Morale »), qui détaillent les façons dont le Bouddha et ses disciples diffèrent dans leurs pratiques des brahmanes et autres ascètes. Il s'agit des sûtras suivants.
- Brahmajāla Sutta (DN 1)
- Sāmaññaphala Sutta (DN 2)
- Ambaṭṭha Sutta (DN 3)
- Soṇadaṇḍa Sutta (DN 4)
- Kūṭadanta Sutta (DN 5)
- Mahāli Sutta (DN 6)
- Jāliya Sutta (DN 7)
- Mahāsīhanāda Sutta (DN 8)
- Subha Sutta (DN 10)
- Kevaṭṭa Sutta (DN 11)
- Tevijja Sutta (DN 13)

La liste complète est également présente deux fois dans le Vinaya Pitaka, une fois dans le Suttavibhanga dans les critères d'une règle entraînant une suspension, et une fois dans la Cullavaga dans le cadre d'une discussion technique concernant la procédure pour bannir des moines d'une zone,.
Une version abrégée est également présente dans au moins deux autres sutras : le Upāli Sutta de l'Anguttara Nikaya et le Mahātaṇhāsaṅkhaya Sutta du Majjhima Nikaya.